# 東洋艦隊 (ドイツ)

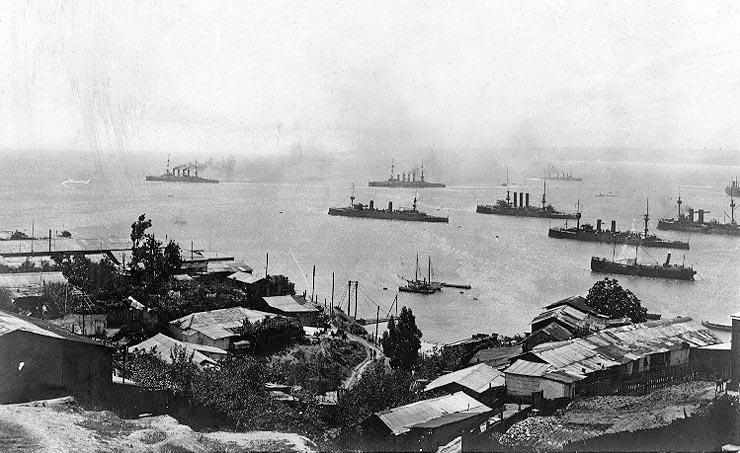
チリのバルパライソ港を出港する東洋艦隊(奥の煙の下)と出航を見送るチリ海軍の装甲巡洋艦「ジェネラル・オヒギンズ」、防護巡洋艦「ブランコ・エンカラダ」、前弩級戦艦「カピターン・プラット」

東洋艦隊（とうようかんたい、独: Ostasiengeschwader）または東アジア巡洋艦戦隊は、1890年代半ばから1914年にかけて 主に太平洋で活動した、ドイツ帝国海軍の巡洋艦を主力とする艦隊である。

## 歴史的背景
清には1831年からイギリス海軍が駐在していたが、1861年9月の北京条約によって、プロイセンの軍艦が中国領海内で活動する事も可能になった。極東はやがて1871年に誕生したドイツ帝国にとっても経済的・政治的な重要性を増し、1881年、この地域に海軍将官の指揮の下で遊撃艦隊が編成された。
後にアフリカの植民地が重視されるようになると、1885年にアフリカ艦隊が常設され、間もなく東アジアの艦隊編成は2隻の小さな砲艦だけになった。アフリカ艦隊は1893年にキールに帰港し、そこで解散した。

## 東洋艦隊の成立
海外における活動に興味を失ったドイツ帝国海軍だが、1894年の日清戦争によって再び中国に対する興味が再燃した。皇帝ヴィルヘルム2世の全面的支持を受けて、ドイツ海軍本部（独語版、英語版）は、海軍少将パウル・ホフマン（en:Paul Hoffmann (naval officer)）を指揮官として近代的な軽巡洋艦イレーヌと3隻の老朽化した小型艦船からなる「極東巡洋艦隊」を編成した。
ホフマンの受けた命令は「ドイツの利権の保護」と「中国でのドイツの基地となり得る場所の調査」であった。ホフマンはその任務には艦艇が力不足だった事から、本国海軍本部に3隻の老朽艦の交換を請願した。彼の要請は認められ、カイザー級装甲艦「カイザー」（en:SMS Kaiser (1875)）、イレーネ級小型巡洋艦「プリンツェス・ヴィルヘルム（de:SMS Prinzeß Wilhelm）」とブッサルト級小型巡洋艦「コルモラン（de:SMS Cormoran (1892)）」が配備された。しかし根拠地を持たない極東巡洋艦隊はメンテナンス・補給面で苦心し、香港のイギリス人や上海の中国人、長崎の日本人に依存していた。本国でもヴィルヘルム2世、宰相、外務大臣、海軍大臣ともに極東に基地を持つ必要性を認識しており、駐中国のドイツ大使も「我が国の艦隊は家のない浮浪児のようなもので、ここでは永続的に航行する事が出来ない」と訴えた。
1896年6月、ホフマンに代わって海軍少将アルフレート・フォン・ティルピッツが着任した。ティルピッツの使命は「中国海岸部における基地の候補地探しとその評価」であった。ティルピッツは膠州湾を推したものの、政府内では他の場所を推す意見が有力であり、ティルピッツ自身も最終報告の段階でも迷っていた。後にティルピッツは海軍大臣として本国に呼び戻され、それ以降彼は本国の海軍力拡充に注力して東アジアに対しての興味を失っていった。ティルピッツの後任には海軍少将オットー・フォン・ディーデリヒス（de:Otto von Diederichs）が任命された。海軍は極度の優柔不断のために基地の場所を決定していなかったが、ディーデリヒスは「私が目指すのは膠州だけである」と断言した。

## 青島基地

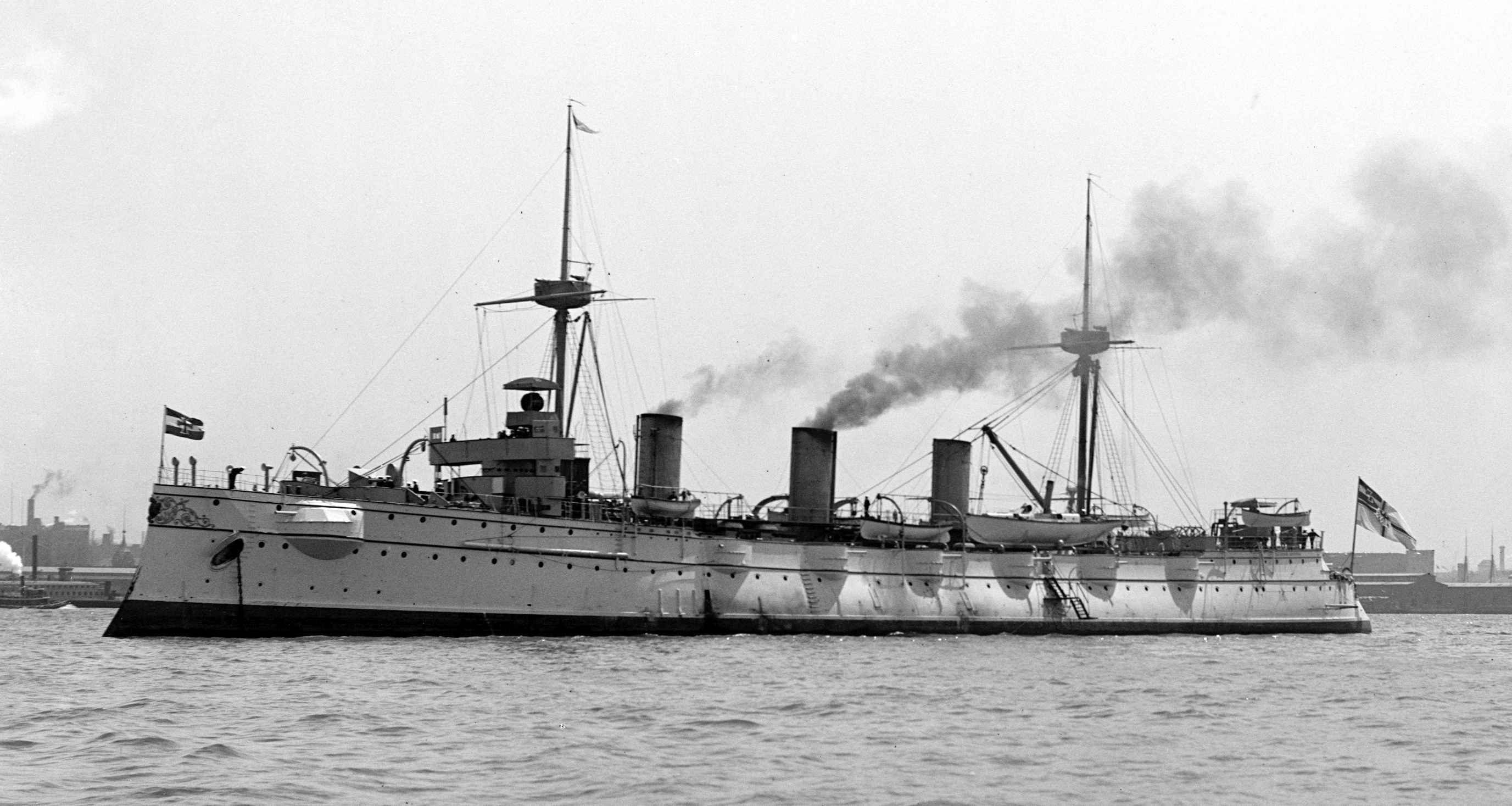
防護巡洋艦「カイゼリン・アウグスタ」

ドイツ側の基地用地買収の申し出は拒絶されたが、1897年11月1日に山東省で起きたドイツ人宣教師の殺人事件（曹州教案）は、ディーデリヒスに「ドイツ人宣教師の保護」という上陸の絶好の口実を与えた。11月14日、ディーデリヒスは山東省膠州湾（現・青島）を占拠する。膠州湾の占領と言っても、1898年1月に防護巡洋艦「カイゼリン・アウグスタ」（en:SMS Kaiserin Augusta）が到着して青島駐屯部隊となる海兵大隊(Seebatallion)が上陸するまでは、帝国海軍の支配は比較的緩やかなものだった。
1898年3月6日、ドイツ大使と清朝総督は膠州湾を99年間租借する事を取り決めた独清条約に署名し、この地域の植民地建設が本格的に始まった。それまで貧しい漁村だった青島に、海軍基地と支援施設からなるドイツ帝国海軍の東洋基地が建設された。
1899年になってディーデリヒスは海軍本部の参謀長に転任のためベルリンに戻り、後任に海軍少将ハインリッヒ皇子が着任した。以降、東洋艦隊の司令官は、クルト・フォン・プリットヴィッツ少将、フェリックス・フォン・ベンデマン少将、フリードリヒ・フォン・インゲノール少将、エーリッヒ・ギューラー少将、ギュンター・フォン・クロージク少将、そして最後のマクシミリアン・フォン・シュペー伯爵と続く。この時期の東洋艦隊は、拡充・近代化計画によって近代的艦艇の配備が進んでいく。

## 第一次世界大戦

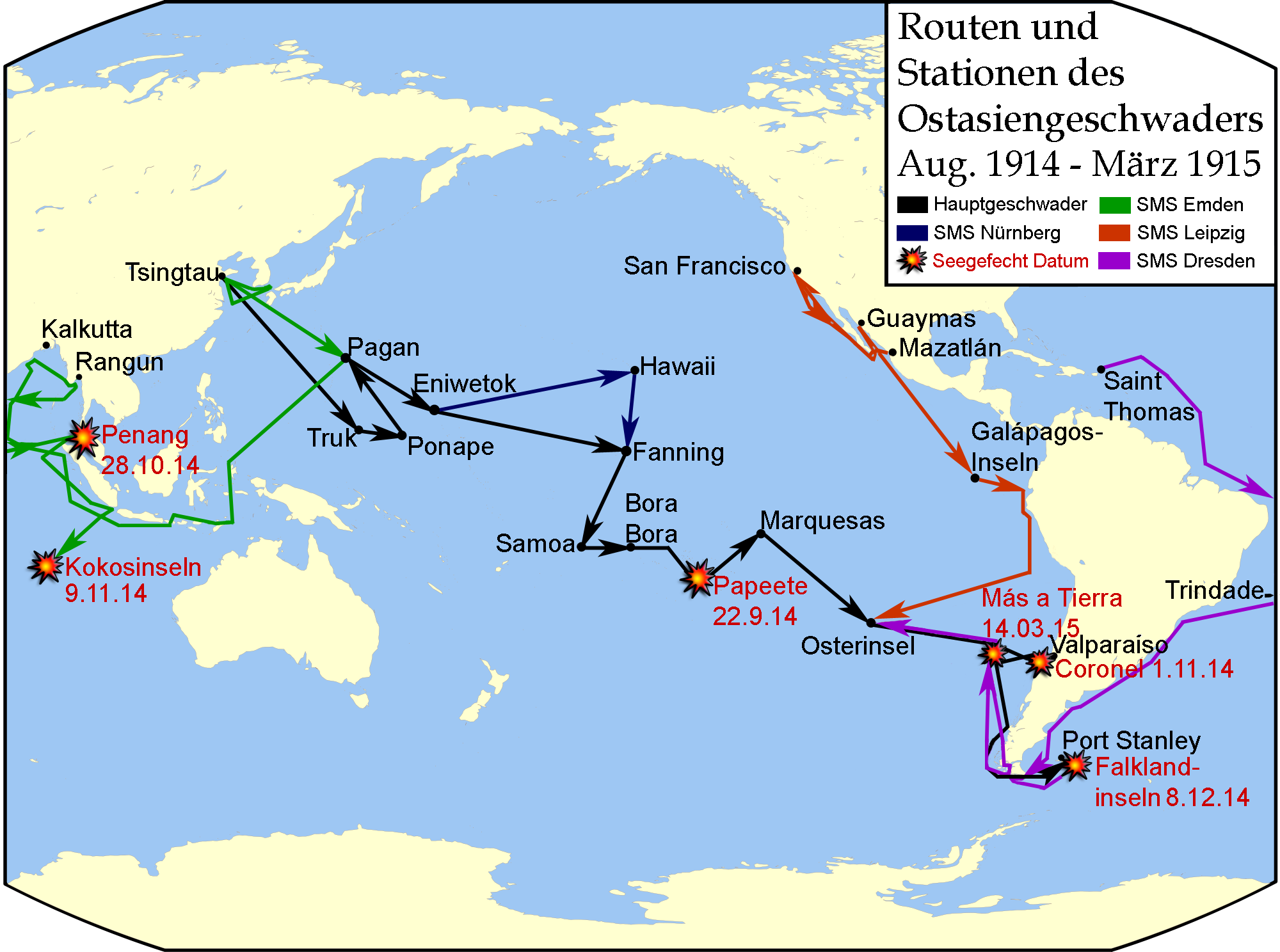
第一次世界大戦時のドイツ巡洋艦の航跡図

1914年8月の第一次世界大戦の発生時、海軍中将シュペー伯爵の指揮下の東洋艦隊はこの海域で連合国海軍に比べて数的不利な状況にあった。シュペーは特に先に日露戦争でバルチック艦隊を壊滅させた大日本帝国海軍と王室オーストラリア海軍を警戒しており、例えば彼は後者の旗艦である巡洋戦艦「オーストラリア」一隻で彼の艦隊の総力よりも勝っていると述べていた。ドイツ艦隊のうち、装甲巡洋艦「シャルンホルスト」「グナイゼナウ」と防護巡洋艦「ニュルンベルク」「ライプツィヒ」「ドレスデン」は東太平洋方面に向かい、防護巡洋艦「エムデン」はインド洋方面の襲撃作戦に参加した。

### エムデンによる通商破壊戦
「エムデン」はインド洋全体で通商破壊を行い、英国あるいはその連合国船籍の艦船29隻を待ち伏せして撃沈した。ペナンの戦いではエムデンはペナン港を奇襲し、ロシア海軍の防護巡洋艦「ジェムチュグ」（en:Russian cruiser Zhemchug）とフランス海軍の駆逐艦「ムスケ」（Mousquet）を撃沈した。マドラスでは艦砲射撃によって油槽所を破壊した。最期は1914年11月9日、ココス諸島でのオーストラリア海軍の軽巡洋艦「シドニー」との戦闘で大破、座礁した。

### 主力による帰国の試み

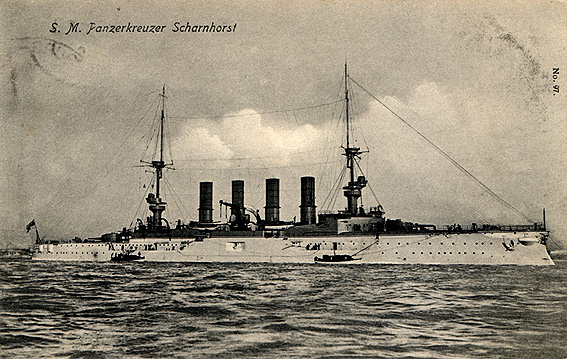
「シャルンホルスト」 (戦前のポストカード)

第一次世界大戦の発生時、東アジア基地所属のほとんど全ての船が通常任務で、南太平洋のあちこちの島にあるドイツ植民地に散っており、装甲巡洋艦「シャルンホルスト」と「グナイゼナウ」はカロリン諸島のポナペに投錨していた。
司令官は、日露戦争でバルチック艦隊を壊滅させた大日本帝国海軍やオーストラリア海軍から逃亡するしかないと考え、ドイツ本国までの長い航海の兵站を考慮して、艦隊を北マリアナ諸島のパガン島に集結させ、給炭させた。
続いて、イギリス管理区域を通る全てのドイツ海底ケーブルが切断されていた事から、戦況の情報収集のために防護巡洋艦「ニュルンベルク」が、中立国のアメリカ合衆国領ハワイのホノルルに緊急派遣された。また、シュペーは「シャルンホルスト」と「グナイゼナウ」でドイツ領サモアに向かい、東進してフランス領ポリネシアのパペーテを砲撃した。
この後、東洋艦隊はイースター島で艦隊の補助艦である石炭船から給炭した。しかしこの時点で、太平洋における日本やイギリス、オーストラリア軍などの連合国側の戦力が圧倒多数になっていったため、これまでのような奇襲戦法の難しさから、シュペーは南米大陸のホーン岬から大西洋に入り、そこから北上してドイツ本国に帰還する事にした。
東洋艦隊の主力は1914年11月1日のコロネル沖海戦でイギリスの西インド艦隊（West Indies Squadron）と交戦し、イギリス側の装甲巡洋艦「グッド・ホープ」「モンマス」を撃沈した。だが大西洋を越えて帰港を目指す中、東洋艦隊の多くの艦が1914年12月8日のフォークランド沖海戦で、より強力なイギリス海軍の巡洋戦艦と巡洋艦によって撃破された。
防護巡洋艦「ドレスデン」と数隻の補助艦は破壊を免れて太平洋に戻ったが、補助艦はチリの港で拿捕され、「ドレスデン」は1915年3月14日にマス・ア・ティエラの戦いで撃破された。仮装巡洋艦「プリンツ・アイテル・フリードリヒ」は大西洋で通商破壊戦を継続したが、1915年3月11日に物資が尽きたため、当時まだ中立国アメリカのニューポートニューズに入港して武装解除された。

### その他艦艇の壊滅

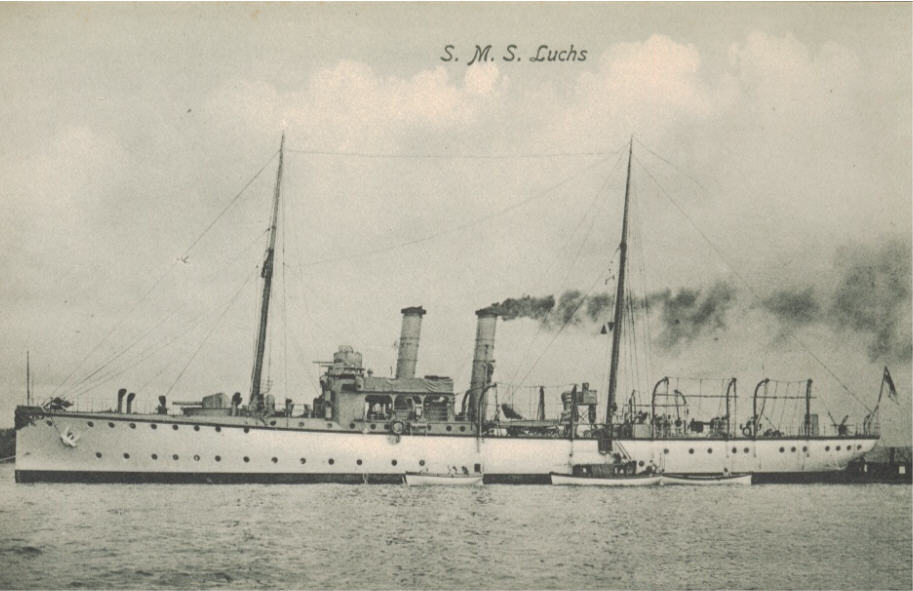
砲艦「ルクス」

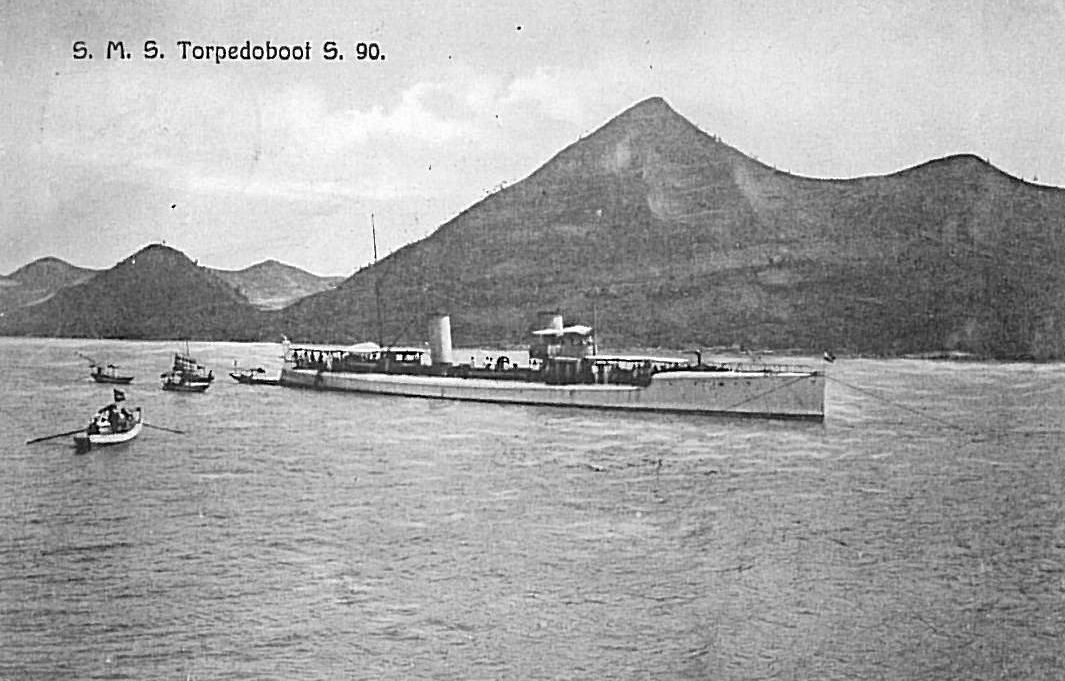
ドイツ帝国海軍水雷艇「S90」

青島で修理中の旧式巡洋艦「コルモラン」のほか、4隻の小型砲艦「イルティス」「ヤグアル」「ティーガー」「ルクス」と水雷艇「S90」「タークー」については、性能的に長期の洋上行動ができないため、青島に残留した。「S90」が青島の戦いで日本の海防艦（元防護巡洋艦）「高千穂」を撃沈したが、ほとんどの艦は陸上砲台の増強や仮装巡洋艦の整備のため武装や兵員を供出して積極的な行動は取らず、1914年11月の日本軍による青島要塞の陥落までに各艦の乗員によって自沈された。戦中ないし戦後に日本海軍によって引き揚げられ、その艦艇として再利用された例はなかった。
青島で急造した仮装巡洋艦「コルモラン」（前述の旧式巡洋艦「コルモラン」の武装を流用）は、通商破壊戦を意図して出撃したが、1914年12月に燃料不足でアメリカ領グアムに寄港して抑留され、アメリカの参戦時に捕獲を免れるために自沈した。なお、ドイツ領南洋群島駐留の砲艦（旧式巡洋艦）「ガイエル」も太平洋にあり、シュペーの東洋艦隊主力との合同を試みたが失敗し、青島も封鎖されたため孤立した。ドイツ領南洋群島を拠点に通商破壊を行った後に、単独で太平洋横断による帰国を試みたが機関不調や水・燃料不足で航行困難となり、1914年10月15日に中立国アメリカのハワイ・ホノルル港に入港したところで警戒中の日本艦隊に発見され、アメリカ政府により武装解除された。
揚子江にいた河用砲艦「ファーターラント」「オッター」等は開戦時に中立国だった中華民国によって武装解除され、中国の参戦と同時に鹵獲された。戦後は戦利艦として中華民国海軍に編入されている。

## 日本による占領後の膠州湾租借地
海底ケーブルも引かれていた青島を含むドイツの膠州湾租借地を占領した後、日本は1912年に清朝を倒してその外交権を継承していた中華民国（袁世凱政権）に対して1915年に「対華21カ条要求」を提出し、租借権の移譲をそのまま認めさせた。1919年のパリ講和会議で締結されたヴェルサイユ条約の山東条項により、大戦後に成立したドイツ国（ヴァイマル共和国）もそれを承認したが、中華民国では五・四運動など激しい抗日民衆運動が生じた、中華民国政府もヴェルサイユ条約調印を拒否した。欧米諸国の反発もあり、1922年に日中間で締結された山東懸案解決に関する条約によって日本は膠州湾租借権を放棄し、同地は中華民国に戻されて、日本軍も撤退した。